# Super 2000
Super 2000 (nebo S2000) je specifikace FIA pro závodní automobily odvozené od sériově vyráběných cestovních vozů. Pro homologaci musí být vyrobeno alespoň 2500 identických vozů ve 12 po sobě jdoucích měsících, vozy mohou být kitově upravené, použitý motor musí být odvozen z homologovaného modelu. S2000D je označení pro vozy specifikace S2000 s naftovým motorem.
Kategorie je použita i v rallye. Vozy musí mít dvoulitrový atmosférický motor a pohon všech kol.

## Seznam vozů Super 2000

### Rallye
- Fiat Grande Punto Abarth S2000
- Ford Fiesta S2000
- Dacia Logan S2000
- Lada 112 S2000
- MG ZR S2000
- Mini Countryman S2000
- Opel Corsa OPC S2000
- Peugeot 207 S2000
- Proton Satria Neo S2000
- Škoda Fabia S2000
- VW Polo S2000
- Toyota Auris S2000
- Toyota Corolla S2000